# Anillo local regular
En matemáticas y más concretamente en álgebra conmutativa, un anillo local regular es un anillo local noetheriano que tiene la propiedad que el número mínimo de generadores de su ideal maximal (también llamado máximo ideal) es exactamente el mismo que su dimensión de Krull. El mínimo número de generadores del ideal maximal está siempre acotado inferiormente por la dimensión de Krull. Formalmente, si A es un anillo local con ideal maximal m, y supongamos que m está generado por a1,..., an, entonces n ≥ dim A, y A es regular si y solo si n = dim A.
Es equivalente a decir que la dimensión del espacio vectorial m/m², considerado co un espacio vectorial sobre el campo residual k=A/m de A, es igual a la dimensión de A. 
La denominación de regular está justificada por su significado geométrico: un punto de una variedad algebraica es no-singular si y solo si en anillo local asociado es regular.

## Ejemplos
- Todo cuerpo es un anillo local regular. Estos tienen dimensión de Krull 0.
- El anillo de números p-ádicos es un anillo local regular, para todo p primo. En general, todos los anillos de valuaciones discretas (dominios de ideales principales con exactamente un ideal maximal distinto a cero) son anillos locales regulares de dimensión 1.
- Según el teorema de estructura de Cohen, todo anillo local regular completo de dimensión d con un cuerpo K es un anillo en d variables sobre una extensión del cuerpo K.

- Datos: Q2138875